# Lizzy Caplan
Elizabeth Anne Caplan (sinh ngày 30 tháng 6 năm 1982) là một nữ diễn viên và người mẫu người Mỹ. Cô được công chúng biết đến qua những phim điện ảnh như: Mean Girls (2004) và Cloverfield (2008), đặc biệt, Cloverfield đã mang về cho cô một đề cử giải Saturn cho Nữ diễn viên phụ xuất sắc nhất. Elizabeth cũng tham gia vào một số phim truyền hình khác như The Class, True Blood, và Party Down.

## Danh sách phim

### Điện ảnh
| Năm  | Tên                            | Vai              | Ghi chú       |
| ---- | ------------------------------ | ---------------- | ------------- |
| 2002 | Orange County                  | Party Girl       |               |
| 2003 | Hardcore Action News           | Lizzy Lyons      | Phim ngắn     |
| 2004 | Mean Girls                     | Janis Ian        |               |
| 2006 | Love Is the Drug               | Sara Weller      |               |
| 2007 | Crashing                       | Jacqueline       |               |
| 2008 | Cloverfield                    | Marlena Diamond  |               |
| 2008 | My Best Friend's Girl          | Ami              |               |
| 2009 | Crossing Over                  | Marla            |               |
| 2010 | Successful Alcoholics          | Lindsay          | Phim ngắn     |
| 2010 | Hot Tub Time Machine           | April Drennan    |               |
| 2010 | The Last Rites of Ransom Pride | Juliette Flowers |               |
| 2010 | 127 Hours                      | Sonja Ralston    |               |
| 2011 | High Road                      | Sheila           |               |
| 2012 | Save the Date                  | Sarah            |               |
| 2012 | Bachelorette                   | Gena Myers       |               |
| 2012 | 3,2,1... Frankie Go Boom       | Lassie           |               |
| 2012 | Queens of Country              | Jolene Gillis    |               |
| 2012 | Item 47                        | Claire Weiss     | Phim ngắn     |
| 2014 | The Interview                  | Agent Lacey      |               |
| 2015 | The Night Before               | Diana            |               |
| 2016 | Now You See Me 2               | Lula May         |               |
| 2016 | Allied                         | Bridget Vatan    |               |
| 2017 | The Disaster Artist            | Herself          | Vai khách mời |
| 2018 | Extinction                     | Alice            | Hậu kỳ        |
| 2019 | Now You See Me 3               | Lula May         | Đang sản xuất |